# Iaroslava Mahútxikh
Iaroslava Mahútxikh (ucraïnès: Ярослава Олексіївна Магучіх)  (Dniprò, 19 de setembre de 2001) és una saltadora d'alçada ucraïnesa, campiona olímpica a París 2024 i rècord mundial de salt d'alçada femení des del juliol del mateix any, amb 2,10 metres.
Va guanyar la medalla de bronze als Jocs Olímpics d'Estiu de 2020 amb un salt de 2.00 m, la medalla de plata del Campionat del Món de 2019 i 2022, la d'or del Campionat del Món de 2023, la d'or del Campionat del Món de pista coberta de 2022 i la medalla de plata del Campionat del Món de pista coberta de 2024. A la Paris Diamond League 2024, va batre el rècord mundial de la prova amb un salt de 2,10 m.

## Trajectòria
Iaroslava Mahútxikh va començar a fer salt d'alçada als 13 anys. El 2016, va guanyar la medalla d'or al Campionat Nacional d'Atletisme Juvenil d'Ucraïna, celebrat a Zaporíjia. Als 15 anys va guanyar la medalla d'or al Campionat del Món Sub-18 de la IAAF de 2017 a Nairobi pel major marge de la història del Campionat del Món Sub-18 amb la seva millor marca personal d'1,92 m. Va igualar el rècord del campionat de la seva compatriota Irina Kovalenko, que ostentava des del 2003, i va establir un rècord mundial no oficial per a una jove de 15 anys. Unes setmanes més tard, va guanyar la prova de salt d'alçada al Festival Olímpic Europeu de la Joventut a Győr amb una marca d'1,89 m.
El 2018, Mahútxikh va superar l'1,94 m al Campionat d'Europa sub-18 i va guanyar la medalla d'or per 10 cm sobre la segona classificada, establint un nou rècord del campionat. A l'octubre va guanyar la medalla d'or als Jocs Olímpics d'Estiu de la Joventut a Buenos Aires amb una alçada combinada de 3,87 m i va establir una nova marca personal d'1,95 m. Un mes després del seu èxit olímpic juvenil, Mahútxikh va millorar la seva marca personal fins a 1,96 m i va igualar la millor sub-18 del món en una reunió anual en pista coberta a Minsk.
Durant la temporada en pista coberta de 2019, Mahútxikh va saltar 1,99 m al Memorial Miloslava Hübnerová a Hustopeče i va igualar el rècord mundial sub-20 de Vashti Cunningham. A la temporada a l'aire lliure, va guanyar la reunió inaugural de la Diamond League a Doha amb una millor marca personal a l'aire lliure d'1,96 m i es va convertir en l'atleta més jove en guanyar un esdeveniment de la Diamond League als 17 anys i 226 dies. Al setembre, va saltar 1,89 m a la final de la Diamond League a Brussel·les, acabant en sisena posició. Aquell mateix mes, va saltar 2,04 m al Campionat del Món de Doha, va guanyar la medalla de plata i va batre el rècord mundial sub-20. Mahútxikh va ser distingida amb el Trofeu Atleta Europeu de l'any i el premi Atleta de l'any.
El gener de 2020 Mahútxikh va saltar 2,01 m a Lviv, un nou rècord mundial sub-20 en pista coberta que va batre de nou uns dies després quan va saltar per sobre de 2,02 m a Karlsruhe. També va ser la guanyadora general del World Indoor Tour al febrer. El febrer de 2021 Mahútxikh va saltar 2,06 m a Banská Bystrica, el més alt que una dona havia saltat a en pista coberta des del 2012 i un nou rècord nacional d'Ucraïna. Al març va guanyar la medalla d'or al Campionat d'Europa en pista coberta, i al juliol va guanyar la medalla d'or al Campionat d'Europa sub-23. A l'agost, Mahútxikh va guanyar la medalla de bronze en salt d'alçada als Jocs Olímpics d'Estiu de 2020 a Tòquio. Al setembre, va guanyar la medalla de plata a la final de la Diamond League a Zúric amb un salt de 2,03 m.
El març de 2022, dies després d'haver fugit de la invasió russa d'Ucraïna, Mahútxikh va aconseguir la medalla d'or en el salt d'alçada al Campionat del Món en pista coberta a Belgrad. Va haver d'emprendre un viatge de tres dies de 2.000 km amb cotxe des d'Ucraïna fins a Sèrbia per competir al campionat. Després, es va traslladar a Alemanya per a entrenar-se mentre la guerra continuava al seu país. Més endavant aquell any, Mahútxikh va guanyar la medalla de plata al Campionat del Món a Eugene i la medalla d'or al Campionat d'Europa de Múnic. Mahútxikh va guanyar cinc dels set esdeveniments de salt d'alçada de la Diamond League el 2022.
El març de 2023, Mahútxikh va guanyar la medalla d'or al Campionat d'Europa en pista coberta. Al juny, va guanyar la medalla d'or als Jocs Europeus El mes següent va guanyar la medalla d'or al Campionat del Món. Al setembre va guanyar la medalla d'or a la final de la Diamond League amb una marca líder mundial de 2,03 m.
El gener de 2024 va saltar 2,04 m a la Internationales Springer-Meeting a Cottbus. Al febrer va debutar competint als Millrose Games, on va guanyar la medalla d'or amb un salt de 2,00 metres. Al març, Mahútxikh va guanyar la medalla de plata al Campionat del Món en pista coberta. Al juny va guanyar la medalla d'or als Campionats d'Europa a Roma i es va convertir en bicampiona d'Europa. El juliol de 2024 va batre el rècord mundial de salt d'alçada saltant 2,10 metres a la Wanda Diamond League de París. El rècord anterior (2,09) va ser un dels més antics dels llibres, 37 anys, establert per l'atleta búlgara Stefka Kostadinova als Campionats del Món de 1987. Setmanes després, en la competició d'atletisme dels Jocs Olímpics, també a París, va registrar una marca de 2,00 m, suficient per guanyar l'or.